# Saint-Front-sur-Nizonne
Saint-Front-sur-Nizonne – miejscowość i gmina we Francji, w regionie Nowa Akwitania, w departamencie Dordogne.
Według danych na rok 1990 gminę zamieszkiwały 122 osoby, a gęstość zaludnienia wynosiła 9 osób/km² (wśród 2290 gmin Akwitanii Saint-Front-sur-Nizonne plasuje się na 1054. miejscu pod względem liczby ludności, natomiast pod względem powierzchni na miejscu 847.).